# Gobiopterus panayensis
Gobiopterus panayensis es una especie de peces de la familia de los Gobiidae en el orden de los Perciformes.

## Hábitat
Es un pez de clima tropical  demersal.

## Distribución geográfica
Se encuentra en las Filipinas. 

## Observaciones
Es inofensivo para los humanos. 